# 나대강
나대강(羅大綱, Luo Dagang, 1804년- 1855년)는 태평천국의 지도자 중 한 명으로 사후 분왕의 칭호를 수여받았다.

## 개요
광동성 조주 제양현 람전도(藍田都) 출신이다. 처음 조운업에 종사하고 천지회에 가입되어 있었지만, 육순덕 등과 함께 금전봉기에 참여했다. 태평천국군이 무한 삼진, 난징을 공략하는데 공적이 있었다. 천경에 도읍을 정한 후 임봉상을 따라 진강과 양주를 공략했다. 진강에 주둔하고 수차례 상군의 수군을 격퇴했다. 1854년, 안경에 주둔했을 때는 강소성 요주부(현재 파양현)을 공략했다. 또한 석달개와 함께 구강으로 증원을 가서 상군에 승리를 거두며 세 번씩 무창을 점령했다. 1855년, 구강의 호구를 수비했다. 8월에 무호 전투에서 부상을 입고, 천경으로 돌아왔지만, 10월에 사망했다. 동관정승상 등의 직을 역임했고, 사후에 ‘분왕’(奮王) 칭호를 수여받았다.

## 같이 보기
- 금전봉기